# Калинешты
Калинешты (рум. Călinești, Кэлинешть) — село в Фалештском районе Молдавии. Является административным центром коммуны Кэлинешть.

## География
Село расположено на высоте 81 метров над уровнем моря.

## Население
По данным переписи населения 2004 года, в селе Кэлинешть проживает 2821 человек (1381 мужчина, 1440 женщин).
Этнический состав села:
| Национальность | Число жителей | Процентный состав |
| -------------- | ------------- | ----------------- |
| молдаване      | 2773          | 98.3              |
| украинцы       | 22            | 0.78              |
| русские        | 14            | 0.5               |
| гагаузы        | 3             | 0.11              |
| румыны         | 2             | 0.07              |
| цыгане         | 1             | 0.04              |
| поляки         | 1             | 0.04              |
| болгары        | 1             | 0.04              |
| прочие         | 4             | 0.14              |
| Всего          | 2821          | 100%              |